# Venyera–5
A Venyera–5 a szovjet Venyera-program ötödik űrszondája volt. A szovjet Vénusz-szonda leszállóegysége méréseket végzett a bolygó éjszakai oldalának légkörében. Feladata megegyezett a korábbi, Venyera–4 jelzésű űrszonda küldetésével.

## A leszállóegység
A Venyera-4 mérései alapján a leszállóegységet megerősítették, így az egész űrszonda tömege 1130 kg-ra nőtt. A megerősítés miatt a leszállóegység 2,7 MPa elviselésére is alkalmas lett. Ejtőernyőjét kisebbre tervezték elődeinél, hogy a leszállás gyorsabban történjen. Műszereit a pontosság növelése érdekében továbbfejlesztették.

## A küldetés eredménye
Az űrszondát 1969. január 5-én indították. Mivel pályája 25 ezer km-rel elkerülte volna a Vénuszt, ezért a Földtől 15,5 millió km távolságban pályakorrekciót hajtottak végre. 131 napi repülés után 1969. május 16-án 7 óra 1 perckor belépett a Vénusz légkörébe. A Vénusztól 37 ezer km-re leválasztott leszállóegységet először a légkör, majd az ejtőernyő fékezte. Leereszkedés közben a légköri mérések 53 percen keresztül tartottak. 17 km-re a felszíntől megszakadt a kapcsolat a leszállóegységgel. Ennek oka, hogy a külső nyomás elérte a 2,7 MPa-t, amit az egység már nem volt képes elviselni.

## Az eredmények felhasználása
A Venyera–5 és Venyera–6 űrszondák közös küldetésükön több mint 70 légnyomás- és 50 hőmérsékletmérést végeztek. Méréseikből adiabatikus változást feltételezve az következett, hogy a Vénusz felszínén 500+-60 °C a hőmérséklet, 10+-4 MPa a légnyomás. Ezen adatokat felhasználva vált lehetővé olyan szondák tervezése, melyek képesek voltak leszállni a bolygó felszínén.